# Aszkan Szarki
Aszkan Szarki (arab. إشكان شرقي) – wieś w Syrii, w muhafazie Aleppo, w dystrykcie Afrin. W 2004 roku liczyła 239 mieszkańców.